# V.A.N
«V.A.N» (acrónimo de Violence Against Nature) es una canción de la banda estadounidense de heavy metal Bad Omens y la cantautora estadounidense Poppy. La canción fue lanzada a través de Sumerian Records el 25 de enero de 2024. Esta canción sirvió como sencillo principal del álbum reeditado de la banda Concrete Jungle (The OST).
La canción se estrenó en la estación de radio Octane de SiriusXM horas antes de su lanzamiento oficial.

## Antecedentes
En septiembre de 2023, Poppy anunció que apoyaría a Bad Omens en toda Europa para su gira Concrete Forever, antes de su propia gira Zig en apoyo de su quinto álbum Zig (2023). En enero de 2024, Bad Omens eliminó todas sus publicaciones de Instagram y comenzó a publicar avances en video en los que aparecía Poppy.

## Composición
"V.A.N" es una canción de metal industrial que cuenta únicamente con la voz principal de Poppy. La canción con temática de ciencia ficción se inspira en el cómic Concrete Jungle de Bad Omens. Cuenta la historia de una entidad de inteligencia artificial que destruiría a la humanidad.
Hablando de la canción, Sebastián explicó:

"Esa es una canción que comenzó simplemente con el gancho 'Violence Against Nature', y luego de guardar el proyecto con el acrónimo y verlo nos dimos cuenta de que podría ser divertido pensar en 'VAN' como nombre. De ahí la madriguera de ideas. Comenzó lo que nos llevó a decidir escribir letras desde la perspectiva de una inteligencia artificial deshonesta".

## Video musical
El vídeo musical de "V.A.N" se lanzó junto con la canción y fue dirigido por Garrett Nicholson y Poppy. Las imágenes se inspiraron en el videojuego Portal, la película Ex Machina y el programa de televisión Stranger Things.